# Elias Mor Athanasios
Elias Mor Athanasios (ur. 11 lutego 1964 w Angamali) – duchowny Malankarskiego Syryjskiego Kościoła Ortodoksyjnego, będącego częścią Syryjskiego Kościoła Ortodoksyjnego, od 2007 biskup Triśur..